# 名阪近鉄旅行
名阪近鉄旅行株式会社（めいはんきんてつりょこう、Meihan kintetsu Travel ）は、三重交通グループホールディングス傘下の名阪近鉄バスの子会社の旅行会社である。

## 概要
岐阜県、愛知県、三重県などで募集型バス旅行（カッコーパルック）などを営む旅行会社。旅行に使用されるバスは主に親会社の名阪近鉄バス。

## 旅行センター
- 岐阜県 - 4店舗
- 愛知県 - 4店舗
- 三重県 - 1店舗